# فرناندو زونگویی

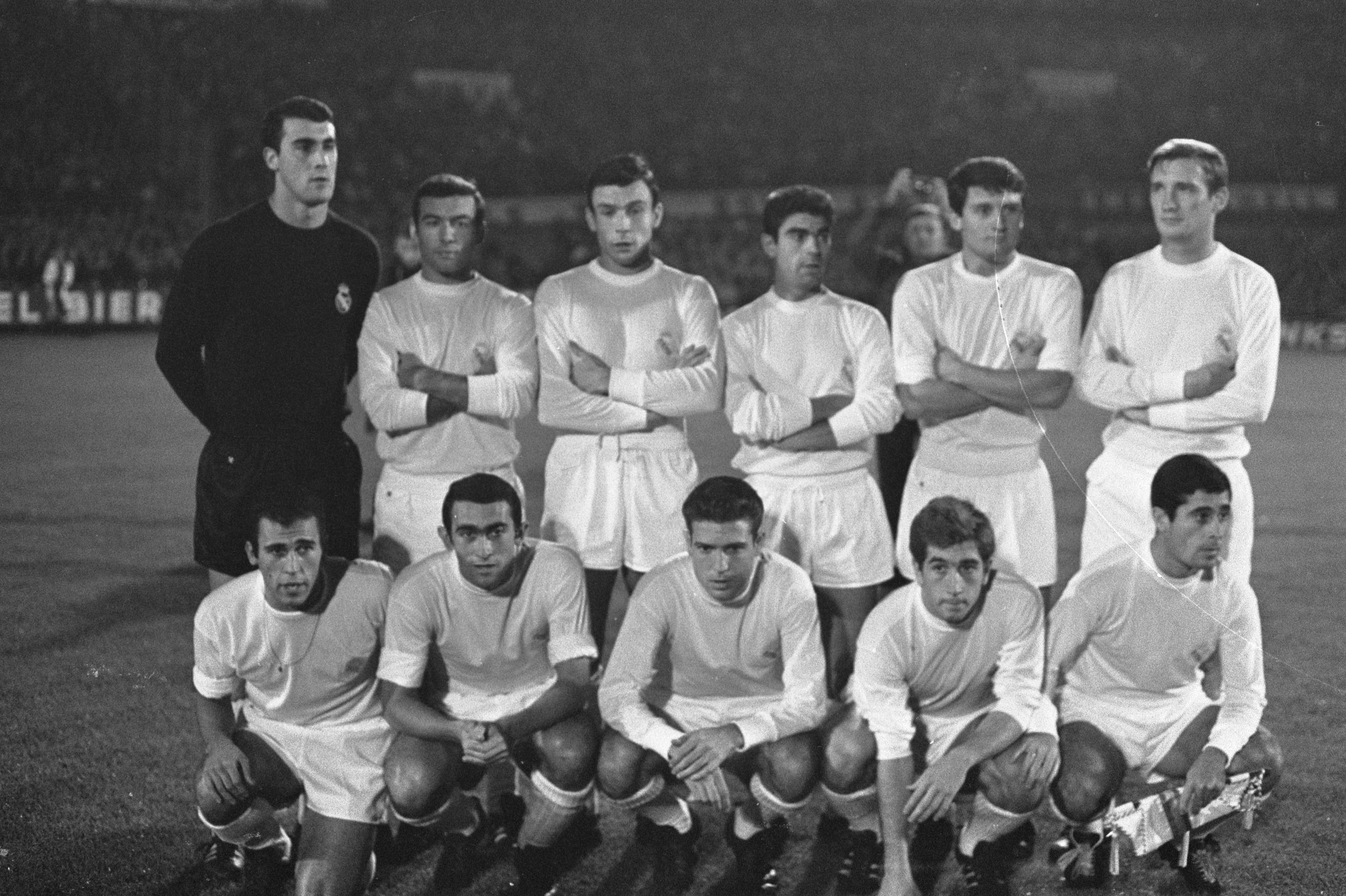
تیم فوتبال رئال مادرید در سال ۱۹۶۷

فرناندو زونگویی (انگلیسی: Fernando Zunzunegui; ۵ اکتبر ۱۹۴۳ – ۲۸ اوت ۲۰۱۴) بازیکن فوتبال اهل اسپانیا بود.
از باشگاه‌هایی که در آن بازی کرده‌است می‌توان به باشگاه فوتبال سلتاویگو، باشگاه فوتبال لوانته، و باشگاه فوتبال رئال مادرید اشاره کرد.
وی همچنین در تیم ملی فوتبال زیر ۱۸ سال اسپانیا بازی کرده‌است.